# Wim Nabben
Wim Nabben (Blerick, 12 juni 1943) is een voormalig Nederlands voetballer die bij voorkeur als midvoor of rechtsbinnen speelde.
Nabben maakte in 1964 de overstap van eersteklasser SV Blerick naar VVV. Op 28 maart 1965 debuteerde hij daar tijdens een met 0-2 verloren thuiswedstrijd tegen hekkensluiter Veendam, als invaller voor Harry Crompvoets. Het zou bij dat ene optreden voor de Venlose eerstedivisionist blijven. In 1965 keerde Nabben terug op het oude nest bij SV Blerick, waar nog vier andere ex-VVV'ers speelden: Frans de Bruin, Jacky Cordang, Victor Janssen en Jan van der Meij.

## Statistieken
| Seizoen         | Club            | Competitie      | Competitie | Competitie | Beker | Beker | Overige | Overige | Totaal | Totaal |
| Seizoen         | Club            | Competitie      | Wed.       | Dlp.       | Wed.  | Dlp.  | Wed.    | Dlp.    | Wed.   | Dlp.   |
| --------------- | --------------- | --------------- | ---------- | ---------- | ----- | ----- | ------- | ------- | ------ | ------ |
| 1964/65         | VVV             | Eerste divisie  | 1          | 0          | 0     | 0     | —       | —       | 1      | 0      |
| Carrière totaal | Carrière totaal | Carrière totaal | 1          | 0          | 0     | 0     | 0       | 0       | 1      | 0      |